# Crispo (discepolo di Paolo)
Crispo è un personaggio biblico, discepolo di Paolo.
Giudeo di Corinto, Crispo è menzionato in due passaggi del Nuovo Testamento: negli Atti degli Apostoli come «capo della sinagoga» che «credette nel Signore insieme a tutta la sua famiglia» quando molti Corinzi si facero battezzare dopo aver ascoltato la predicazione di Paolo, e nella Prima lettera ai Corinzi, dove Paolo precisa di non aver battezzato personalmente alcuno dei Corinzi, «se non Crispo e Gaio», ringraziando Dio perché «nessuno può dire che foste battezzati nel mio nome».
Sostene lo sostituì come capo della sinagoga di Corinto, finché lo stesso Sostene ricevette il battesimo cristiano, anch'egli per influenza di Paolo. Secondo una tradizione posteriore, Crispo divenne vescovo dell'isola di Egina, mentre il Martirologio Romano lo considera martirizzato a Corinto insieme a Gaio.